# Floyd Shivambu

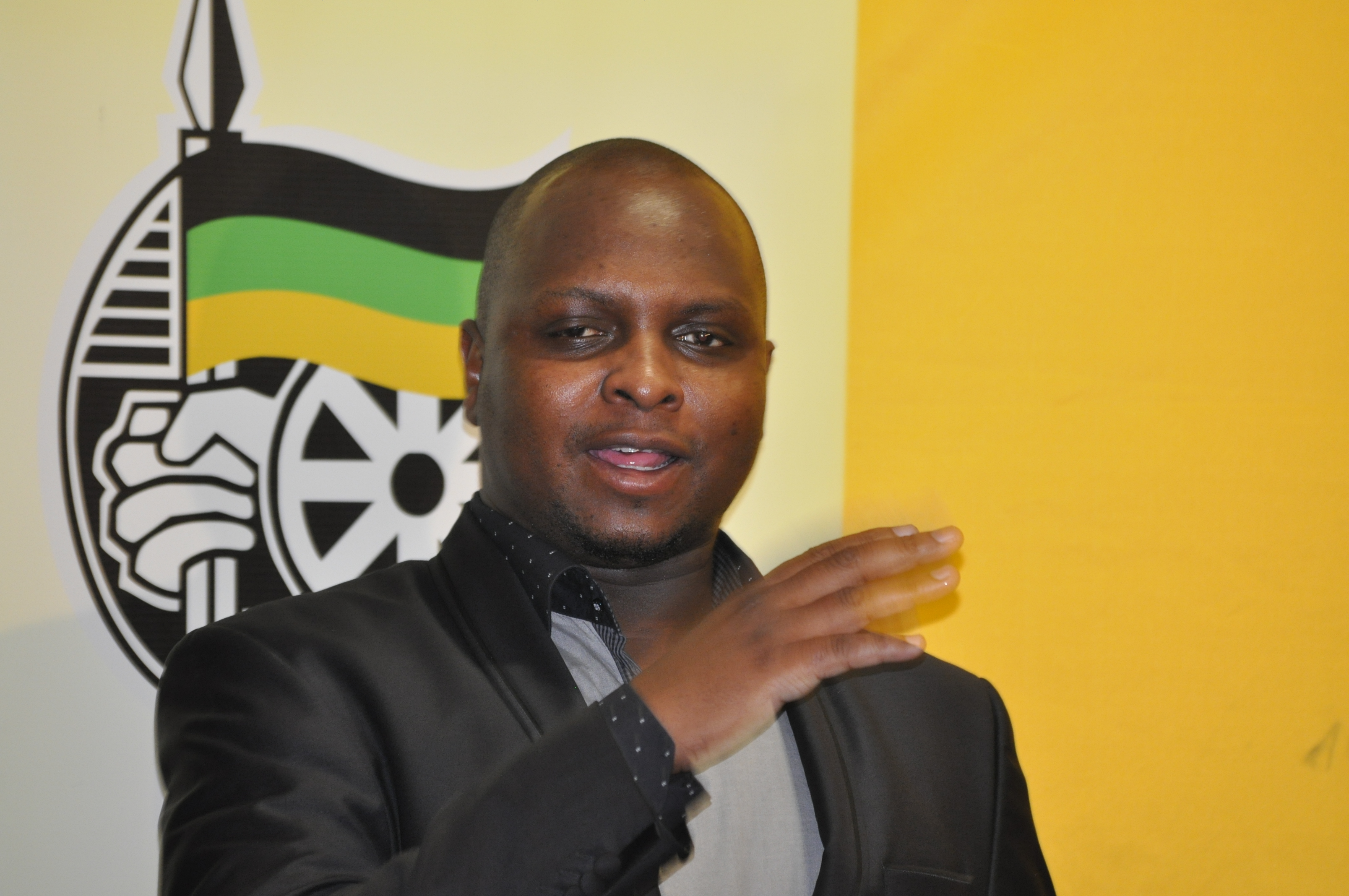
Floyd Shivambu

Nyiko Floyd Shivambu, född i Malamulele, Limpopo, Sydafrika, är en sydafrikansk politiker som sitter i Sydafrikas parlament för Economic Freedom Fighters. Innan han blev invald i parlamentet var han talesperson för African National Congress Youth League (2008–2012).